# Oeil-de-boeuf

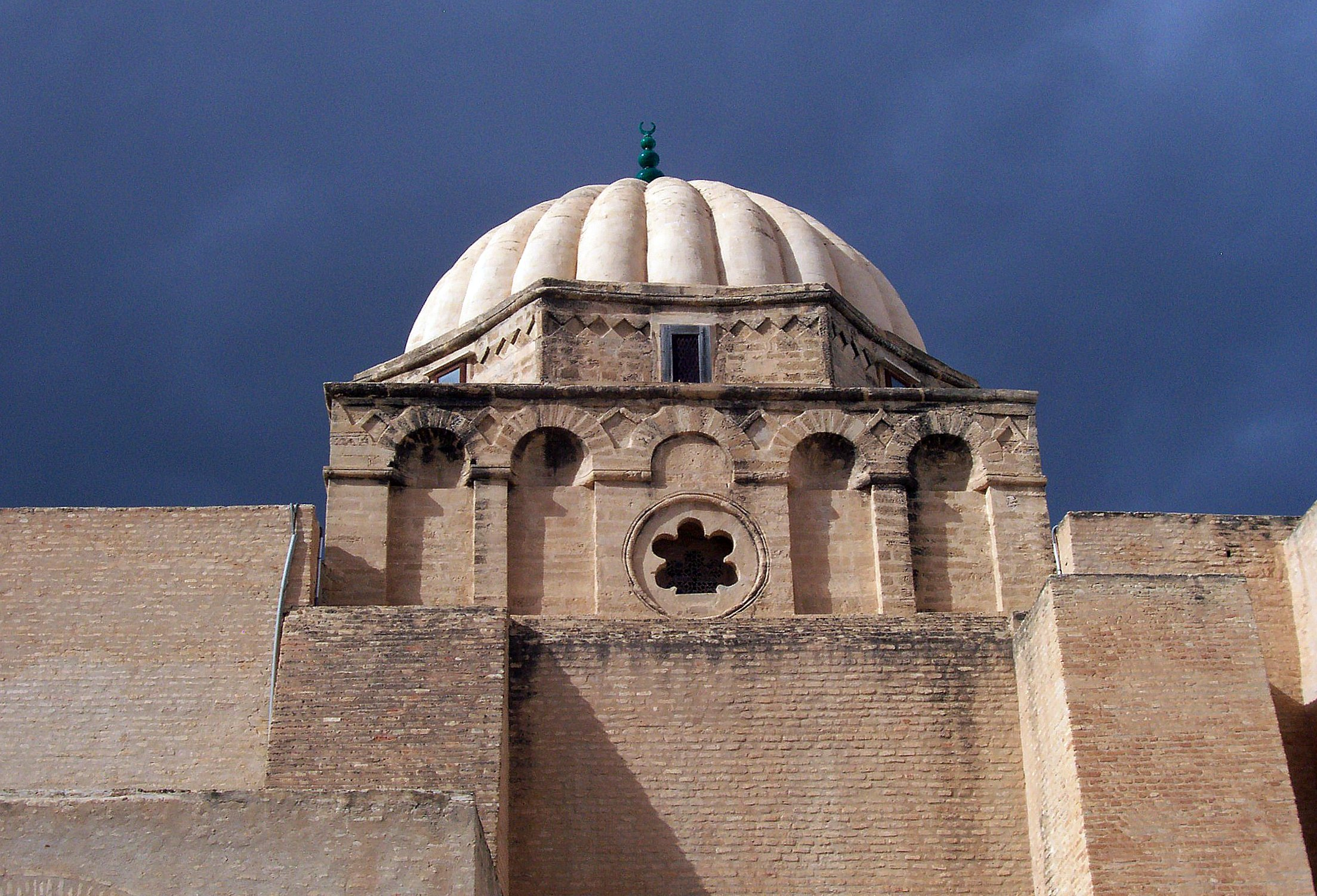
Oeil-de-bœuf lobato forato al centro della base e decorato con nicchie su cui si erge la cupola della Grande moschea di Kairouan (in Tunisia).

Un oeil-de-boeuf, occhio di bue in lingua francese, è un'apertura che può essere praticata su una facciata, una porta, un muro etc. Essa è generalmente posta nella parte superiore della struttura. 
Può poi essere munita di un vetro o di una grata.
La sua funzione è quella di dare luce e se non è protetta da un vetro, di lasciar passare l'aria. 

## Definizione
In una facciata architettonica è solitamente un'apertura centrale costituita da una struttura in mattoni. Nell'architettura del tetto, può essere un'apertura ricoperta di lamiere zincate su un telaio.
L'oeil - descrizione di un'apertura verticale od orizzontale - è anche detto oculus, in ricordo dell'oculus delle basiliche latine. Esso è utilizzato per inserire delle campane nei campanili delle chiese, a volte per suonarle dal basso, attraverso il tetto.
Nell'architettura gotica, l’oeil s'ingrandisce divenendo rosone. Allo stesso modo anche nell'architettura monastica, un piccolo foro o lucernario, può essere circolare, esagonale od ovale.

## Galleria d'immagini

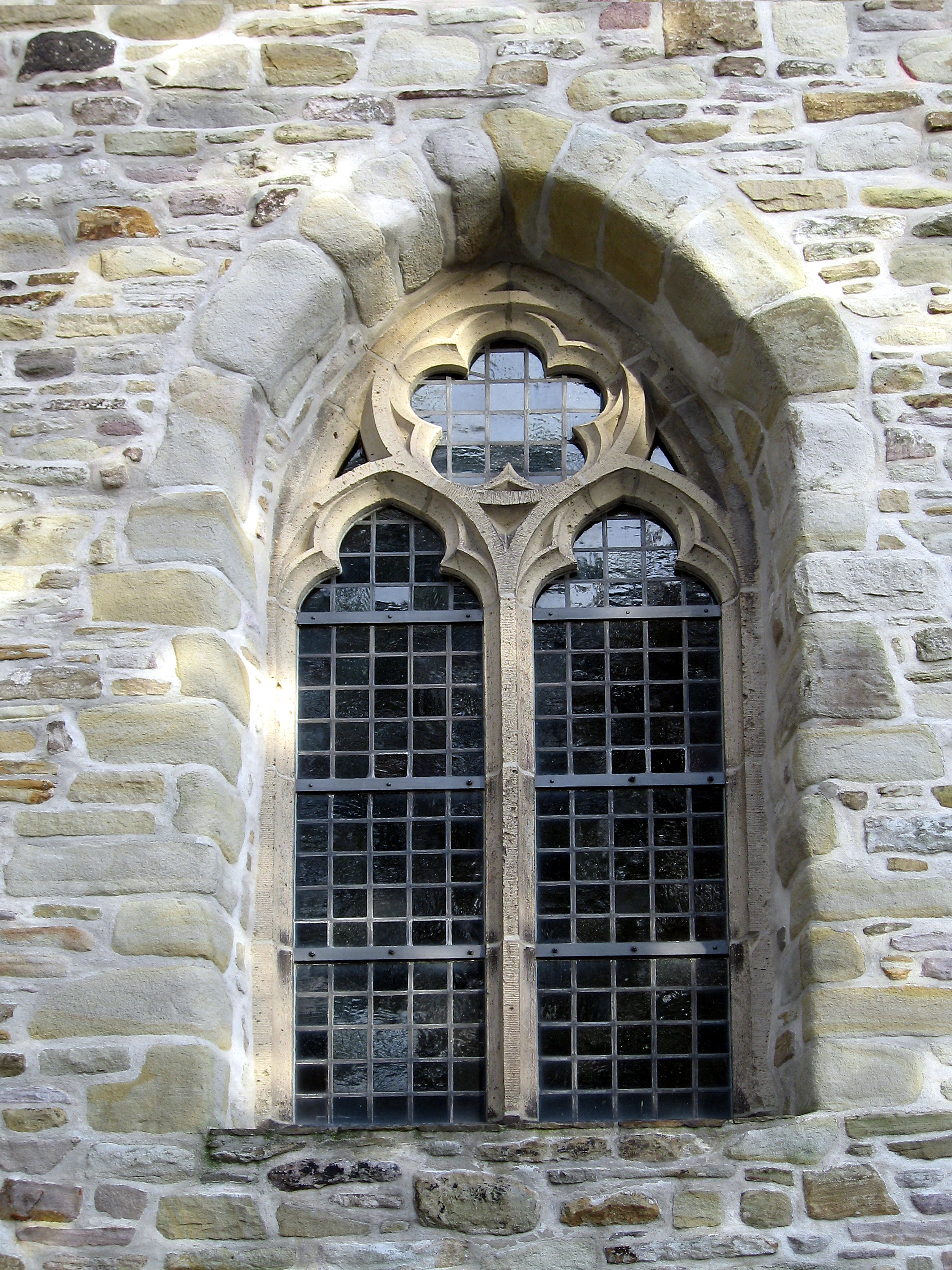
Bifora gotica protetta da grata e sormontata da un oeil-de-boeuf
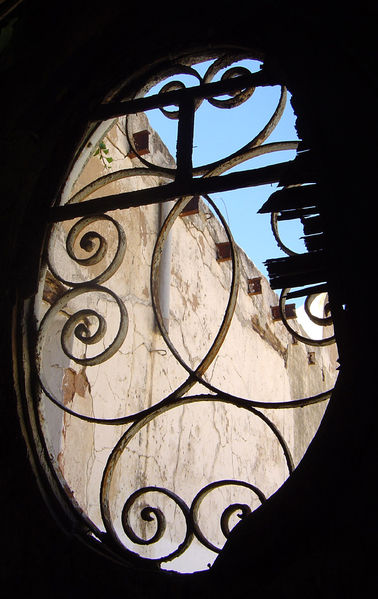
Oeil-de-boeuf in ferro battuto, nel Palais Zaouche.
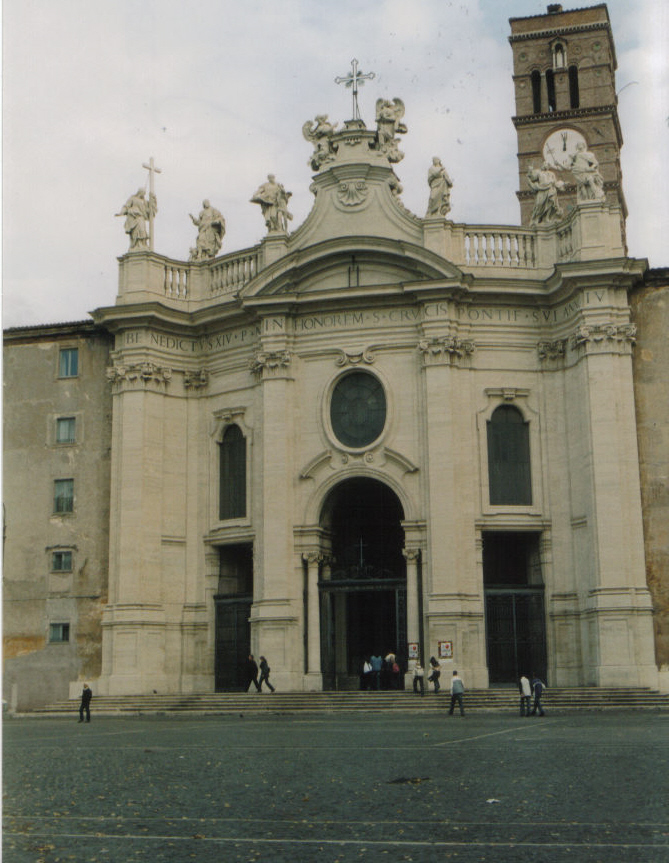
Un oculus praticato al centro della facciata della Basilica di Santa Croce in Gerusalemme a Roma.
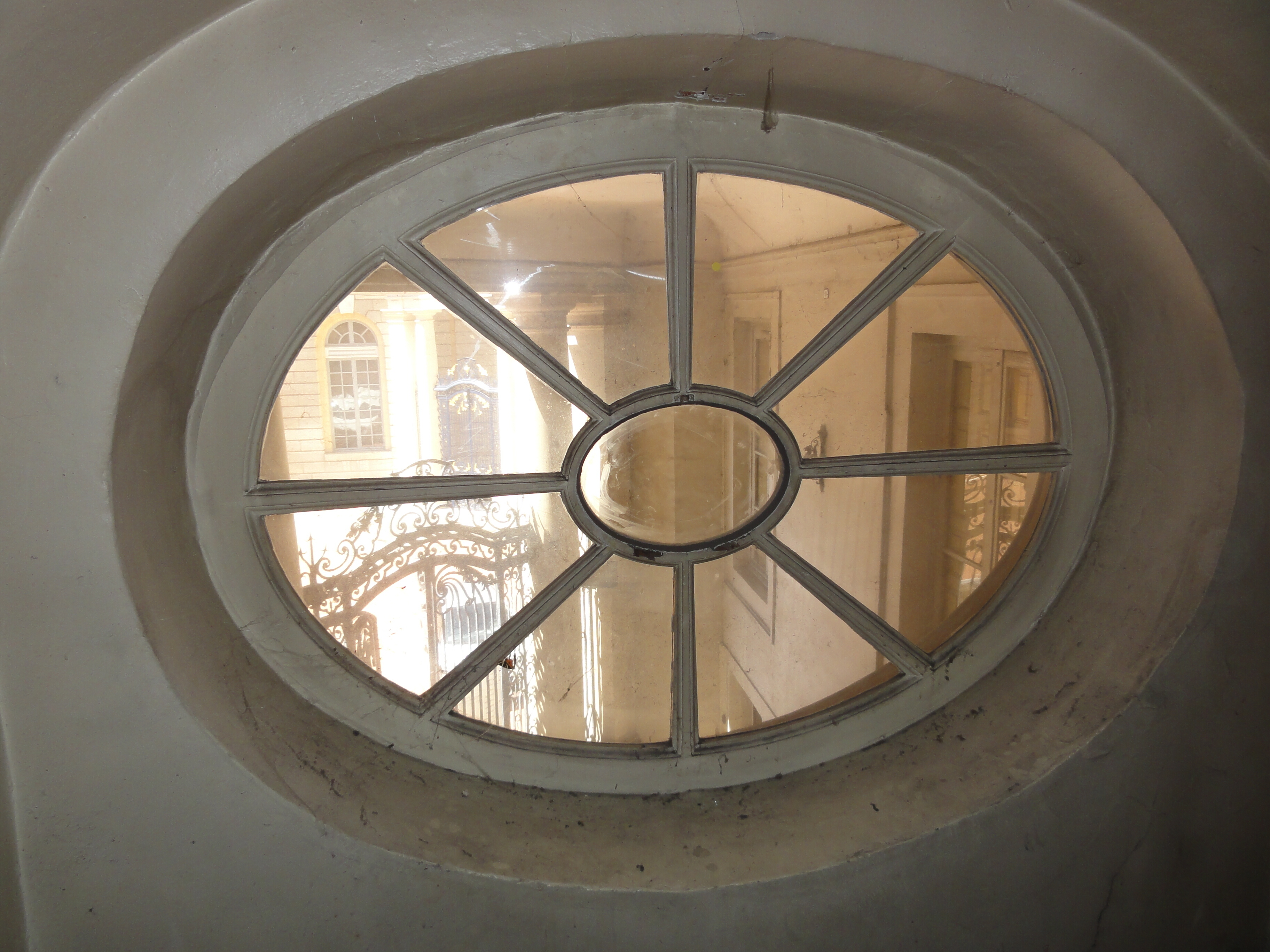
Œil de bœuf a Lione (Francia).